# Solopisky
Solopisky (psáno též Solopysky) jsou vesnice ležící ve Středočeském kraji, v okrese Praha-západ a spadají pod obec Třebotov, od které leží asi ¾ km jižním směrem.

## Historie

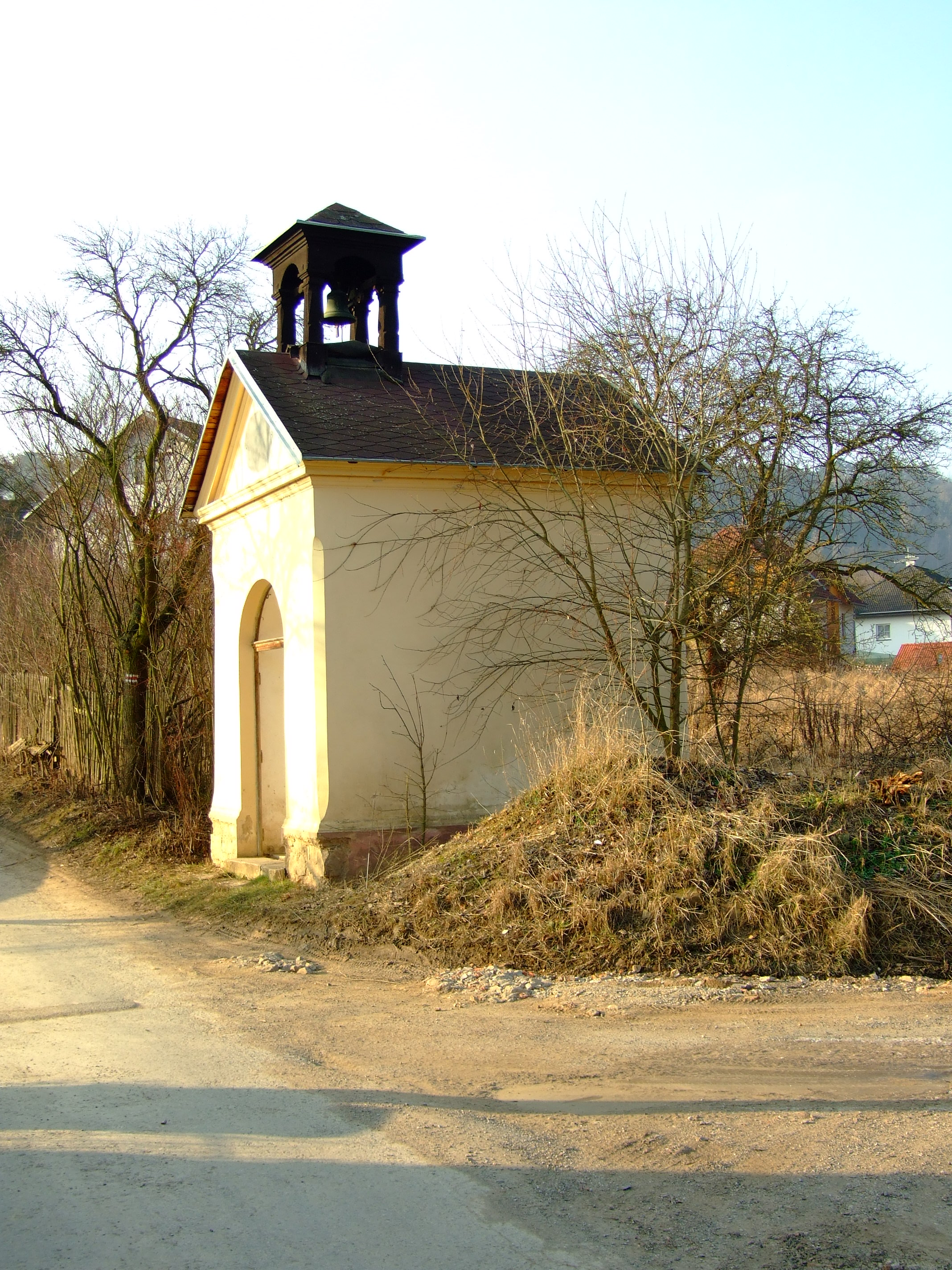
Kaplička v Solopiscích

První písemná zmínka o vsi (villam Solopisky) pochází z roku 1305, kdy se jako její držitel připomíná Mladota Prosinka z Drást, předek šlechtického rodu Mladotů ze Solopysk. 
Mladotové vlastnili Solopisky až do 16. století. V roce 1550 připadla ves odúmrtí koruně, jako další majitelé se připomínají 1573 Ctibor Služský z Chlumu, 1610 Fridrich Smolík ze Slavic (spolu s Horními Mokropsy, Vonoklasy a Roblínem), 1620 koupil Solopisky Jiří Albrecht Bryknar z Brukštejna, po němž roku 1622 dědil hrabě Vilém Vřesovec z Vřesovic. V roce 1630 zakoupil Solopisky zbraslavský klášter a vesnice pak náležela k panství Zbraslav i po zrušení kláštera roku 1785 až do konce poddanství.
Pravopis názvu dříve kolísal, přibližně do roku 2003 se obec oficiálně jmenovala Solopysky.